# Russulals
Els russulals (Russulales) són un ordre de fongs de las classe dels agaricomicets (Agaricomycetes), que inclou els gèneres Russula i Lactarius i els seus polipors i corticioides relacionats. Segons el GBIF (Global Biodiversity Information Facility), aquest ordre consta de 3.691 espècies.
Aquest grup inclou un gran nombre de fongs hipogeus, polipors russuloides com és el gènere Bondarzewia, i fongs dentats i fongs de bastó com per exemple Artomyces.